# هررا دل دوکه
هررا دل دوکه (به اسپانیایی: Herrera del Duque) یک شهرستان در اسپانیا است که در استان باداخس واقع شده‌است.